# Districte de Gilgit

Nother Areas (Balawaristan)

El districte de Gilgit és una de les sis divisions administratives de les Northern Areas al Pakistan (el territori anomenat pels nacionalistes locals com Balawaristan) o correctament Areas Septentrionals d'Administració Federal en anagrama FANA (per Federally Administered Northern Areas Federally). Administrativament el formen cinc tehsils:
- Gilgit
- Gojal
- Aliaba
- Nagar I
- Nagar II

La superfície és de 38.000 km² i la població de 243.324 habitants (1998). El districte es va establir l'1 de juliol de 1970.

## Geografia
Al districte hi 11 pics entre 5500 i 6200 metres, set entre 6200 i 6800, sis entre 6800 i 7500 i 8 entre 7500 i 8200. La munatanya més alta és el Distaghil Sar (7.885 metres) el setè pic de Pakistan i el 19è del món.
Els rius principals són:
- Khunjerab
- Hunza afluent del Gilgit
- Indus
- Ghujerab
- Shimshal
- Hispar River
- Naltar River
- Yaheen River

Els passos principals són:
- Khunjerab
- Mintika
- Kilik
- Chillingi
- Shimshal
- Ghujerab
- Chapchingal
- Chaprot
- Naltar
- Talmutz

Els llacs són:
- Naltar
- Borit
- Rush
- Pahote

## Llocs interessants
- Vall de Naltar amb el pic Naltar
- Vall d'Hunza
- Ferry Meadows a Raikot
- Shigar
- Skardu
- Pic Haramosh
- Vall de Bagrot-Haramosh
- Deosai National Park
- Vall d'Astore Valley
- Llac Rama
- Juglot
- Phunder
- Vall de Yasin
- Vall de Kargah

## Història
Gilgit fou una ciutat important de la Ruta de la Seda. S'han trobat a la zona nombrosos texts budistes. El poble dels dards i els xines apareixen esmentat a la zona des de molt antigament. Fou visitada per dos famosos viatges: Faxian i Xuanzang. La ciutat i rodalia era regida per uns sobirans amb títol de ra (o raa) que probablement eren inicialment hindús però després es van fer musulmans; els nom dels ras hindús s'han perdut excepte el darrer, Shri Buddutt o Badat conegut com a Adam Khor (de vegades és considerat budista i no hindú però pel seu títol Shri i el nom sembla més aviat hindú), que segons la tradició fou mort per un aventurer musulmà que es va casar amb la seva filla i va fundar una nova dinastia coneguda com a Trakan del nom d'un cèlebre ra que va regant al començament del segle xiv. La dinastia local va regnar de manera independent fins al 1810 quan va morir Raja Abas

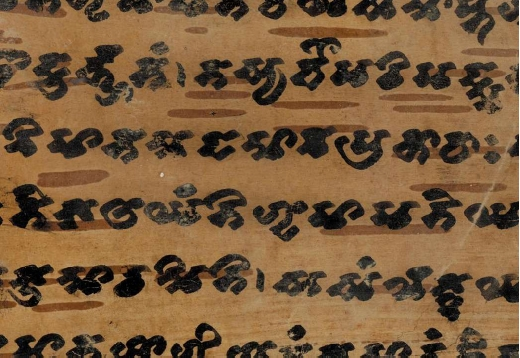
Manuscrit budista a Gilgit

Les dinasties d'Hunza i de Nagar també reclamen origen en la dinastia Trakhàn i encara més enrere d'un heroi persa Kayànida, anomenat Azur Jamshid conegut com a Shamsher, que hauria estat el que va enderrocar a Shri Buddutt, d'acord amb la filla d'aquest, contrària al canibalisme del seu pare. Els dominis de Buddutt eren a més de Gilgit Chitral, Yasin, Tangir, Darel, Chilas, Gor, Astor, Hunza, Nagar i Haramosh tots governats per branques de la dinastia principal.
Jamshid va abdicar després de 16 anys a favor de la seva esposa Nur Bakht Khatun que va regir el país fins que el seu fill comú, Garg, va arribar a l'edat i va governar 55 anys. La dinastia era sovint anomenada Kayànida (Kayani). El 1421 Raja Torra Khan va arribar al tron i va regnar fins al 1475 i va distingir la seva família de la del seu germà adoptiu Shah Rais Khan que va fugir al territori del rei de Badakhxan amb l'ajut del qual es va apoderar de Chitral que pertanyia a Raja Torra Khan, i des de llavors la dinastia només fou anomenada Trakhan o Trakhane, mentre els descendents de Shah Rais Khan foren coneguts com a dinastia Raissiya
Sota el raja Shin el país era pròsper i pacífic però després la guerra durant 15 anys i les inundacions del 1841 el van deixar devastat. A la mort d'Abas, el raja Sulaiman Shah de Yasin va conquerir Gilgit. Azad Khan, raja de Punial, va matar a Sulaiman Shah, i va entrar a Gilgit; llavors Tair Shah, raja de Buroshall o Brooshaal (més conegut com a Nagar) es va dirigir a Gilgit a la que va entrar i va matar a Azad Khan. El fill de Tair Shah, Sakandar, el va succeir però fou mort per Gaur Rahman, raja de Yasin de la dinastia Khushwakhte, que va conquerir Gilgit. El 1842, Karim Khan, germà de Sakandar, va expulsar a Gaur Rahman amb el suport d'un exèrcit sikh procedent de Caixmir. El general sikh, Nathu Shah, va deixar una guarnició i Karim Khan va poder governar fins que Gilgit fou cedida a Gulab Singh de Jammu i Caixmir el 1846 pel tractat d'Amritsar, i tropes dogra van substituir als sikhs a Gilgit. Nathu Shah i Karim Khan van transferir la seva fidelitat a Gulab Singh, i van romandre en l'administració local com a governador i com a feudatari respectivament. El 1848 Hunza, aliada a Yasin i Punial, va envair Gilgit i Nathu Shah i Karim Khan van morir en combat i les forces d'Hunza van entrar a Gilgit. Però no gaire després fou reconquerida per les tropes de Ghulab Singh. El 1852 en una revolta popular la població de Gilgit, amb suport de Gaur Rahman de Yasin, va expulsar els dogra i Gaur Rahman va governar fins a la seva mort el 1860, moment en què Ranbir Singh, fill de Gulab Singh, va enviar forces que van capturar el fort i la ciutat, restaurant el poder de Jammu. El 1877 els britànics com a poder sobirà a Caixmir van establir l'agència de Gilgit que el 1889 fou posada sota autoritat d'una gent polític depenent de l'autoritat del resident britànic a Jammu i Caixmir; l'agència de Gilgit estava llavors formada per Gilgit, Punial, Yasin, Kuh-Ghizr (o Ghizar), Ishkoman (o Ashkuman), Chilas (república), Nagar i Hunza a més d'alguna vinculació amb els estats de Tangir i Darel sobre els quals exercien alguna sobirania Punial i Yasin; tots aquestos estats pagaven tribut a la corona de Caixmir, Hunza i Nagar en or, Chilas en diners (2.628 rupies), Ishkuman, Yasin i Ghizar en gra i bestiar. Gilgit, amb alguns estats menors, formava aleshores un wazdarat o districte de Caixmir; el 1900 el wazdarat (o wazdrat) tenia 264 pobles i una població de 60.885 habitants. Drew esmenta com a castes als ronus, xins, yashkun. kremins i dums.
El 1935 els britànics van demanar a Jammu i Caixmir la cessió per 60 anys de la ciutat de Gilgit i de gran part de l'agència (amb Hunza, Nagar, Yasin i Ishkoman). El maharajà Hari Singh no va tenir opció que accedir. La part transferida fou administrada com a part de l'Índia Britànica per l'agent polític a Gilgit responsable davant el resident a Jammu i Caixmir i després davant l'agent britànic a Peshawar. Els britànics van reclutar una força local, els Gilgit Scouts.
Pels esdeveniments de 1947 vegeu República de Gilgit.
Quan el triomf del moviment prokanistanès a Gilgit (1947) fou conegut a Skardu, es va produir també una revolta al Baltistan i els dogres foren expulsats; irregulars baltis van assetjar a la guarnició dogra a Skardu mentre altres foren organitzats pels pakistanesos en guerrilles i enviats a conquerir Ladakh; tot i no rebre cap subministrament els baltis van lluitar com herois i es van apoderar de Kargil, Dras i l'estratègic pas de Zoji-la. Un grup va arribar fins a 16 km de Leh i només es va retirar quan fou cridat per oficials pakistanesos; un altre grup va ocupar Padam a Zangskar que va mantenir sis mesos després de la treva de 1949 sense saber que aquesta treva s'havia signat entre l'Índia i Pakistan sota el paraigües de l'ONU repartint Caixmir entre els dos estats. En aquesta partició Gilgit va quedar dins Pakistan.
El 1949 el govern de Azad Jammu i Caixmir va formalment delegar els seus drets sobre Gilgit-Baltistan i Chitral al govern pakistanès. Llavors Gilgit Baltistan fou governat sota la Frontier Crimes Regulation (FCR) amb els rages i senyors (mirs) locals en el poder a les comarques i valls.
El 1970 es va crear les anomenades Northern Areas o més correctament Areas Septentrionals d'Administració Federal, i Gilgit va esdevenir un districte. Jurídicament fou un pas il·legal de Pakistan, ja que el territori no li pertanyia sinó que formava part de Caixmir, el futur de la qual resta pendent. Localment una bona part de la població es va decantar cap a la independència tant a Gilgit (Brooshaal) com a les altres dues regions tradicionals, el Dardistan (sud) i Baltistan (est)

## Ras de Gilgit
- 1689 - 1705 Malika Jawar Khatun
- 1705 - 1800 Raja Shah Goritham
- 1800 - 1802 Sulaiman Shah
- 1802 - 1822 Raja Muhammad Khan
- 1822 - 1825 Raja Abbas Khan (Raja Asghar Khan)
- 1825 - 1826 Sulaiman Shah (segona vegada)
- 1826 - 1828 Malika Sahibnuma (reina)
- 1826 - 1827 Izzat Khan of Purnial, regent
- 1827 - 1828 Raja Tahir Shah of Nagar, regent
- 1828 - 1836 Raja Tahir Shah
- 1836 - 1840 Raja Shah Sikandar
- 1840 - 1842 Gohar Aman
- 1842 - 1844 Raja Karim Khan
- 1844 - 1847 Raja Muhammad Khan II
- 1847 - 1848 Raja Malik Aman